# Каганбек
Каганбек або Каган-бек (*д/н — 1377) — хан Золотої Орди в 1375—1377 роках. Повне ім'я Гіяс ад-Дін Каганбек.

## Життєпис
Походив з династії Чингізидів. Приходився нащадком Шибана, сину Джучі. Був сином Алібек, сина Ільбека (нащадка Мінг-Тимура, праонука Багадур-оглана), правителя напівнезалежного Заяїцького улусу зі столицею в Сарайчику (неподалік від сучасного Атирау). У 1374 році батько зазнав поразки від військ Урус-хана, правителя Білої та Синьої Орди. Каганбек разом з Алібеком втік до Наволжя. Тут у 1375 році скористався боротьбою між ханами Урусом, Мухаммед-Булаком та Черкесом захоплює столицю — Сарай-Берке.
Згодом до 1376 року протистояв Мухаммед-Булаку, проте зумів зберегти владу у волзькому регіоні. Навіть частково поширив вплив у Синій Орді. У 1377 році зазнав поразки й був повалений стриєчним братом Арабшах-ханом. Ймовірно, невдовзі загинув.